# 南迹湖
南迹湖是一个位于中国湖北省鄂州县的湖泊，面积约为7平方千米。